# 让-吕克·桑多兹
让-吕克·桑多兹（法語：Jean-Luc Sandoz），法国-瑞士双籍工程师 ，最初为研究员，后成为教授。他后来在以下领域创立了多家公司：工程、工业化、建筑和咨询，所有公司都与木材相关。

## 个人简历

### 童年、教育和早期
他来自上杜地区（Haut-Doubs）的一个农民家庭，从木匠的专业技术初级文凭（CAP）开始，到获得细木匠专业技术中级文凭（BEP)，然后1976年他考入穆沙尔木材高中（Lycée Bois de Mouchard），在那里他获得了木结构建筑高级技工文凭（BTS）  。
他是国家高等木材技术与工业专科学校（ENSTIB）的毕业生（1983届），他于1985年在洛桑联邦理工学院开始攻读博士学位，研究方向是木材的超声和机械抗性，导师是洛桑联邦理工学院木料讲席的Julius Natterer教授。他于1990年获得博士学位，其论文题目是“建筑木材的挑选和可靠性 ：超声方法的有效性。”

## 标志性建筑的专业知识
2002年，他对布加勒斯特法院的整个木结构和构架进行了检验。
2006-2007年，在北京2008年奥运会期间，他被要求对故宫内院的木结构进行检验。
2020年，他在Calq公司的帮助下为Icade集团参与修复巴黎大卖场的仓库。

#### 教学与研究[8]
世界各地的许多科学家都引用他的著作作为参考，并在他们自己的研究中以及与地块有关的木材品种上进行这项工作  。